# Излучательная левитация
Излучательная левитация (англ. radiative levitation) — это явление, призванное объяснить спектроскопически определяемое аномально высокое содержания тяжелых элементов в фотосферах горячих звезд по сравнению с Солнцем или типовой распространенностью химических элементов в природе. Например, спектр химически-пекулярной звезды Feige 86 демонстрирует содержание золота и платины от трех до десяти тысяч раз превышающее таковое в солнечном спектре.
Механизм заключается в том, что тяжелые элементы (будучи частично ионизированы) в силу большого сечение взаимодействия, эффективно поглощают фотоны излучения, исходящего из ядра звезды. Часть энергии фотонов преобразуется в импульс, эффективно «отбрасывая» тяжелый атом в сторону фотосферы. Этот эффект настолько силен, что очень горячие белые карлики значительно менее ярки в ультрафиолетовом и рентгеновском диапазонах, чем можно было бы ожидать исходя из модели абсолютно черного тела.
Противодействующим процессом является гравитационное оседание, когда в очень высоких гравитационных полях эффекты диффузии даже в горячей атмосфере нивелируются до такой степени, что тяжелые элементы оседают на дно, а легкие элементы поднимаются прочь от ядра.